# Julius Baron
Julius Baron, född 1834 i Schlesien, död 3 juni 1898, var en tysk jurist.
Baron blev 1869 e.o. professor vid Berlins universitet, 1880 professor vid Greifswalds universitet och 1883 vid Berns universitet. Han antog 1888 en kallelse till professuren i romersk rätt, civilrätt och civilprocess vid Bonns universitet. Han tillhörde katedersocialisterna.